# Roel Luijnenburg
Roelof Johan (Roel) Luijnenburg (Haarlem, 23 mei 1945 – Amsterdam, 6 november 2023) was een Nederlandse roeier. Hij vertegenwoordigde Nederland driemaal op wereldkampioenschappen en Olympische Spelen en won hierbij in totaal twee medailles.

## Loopbaan
Op de wereldkampioenschappen in 1966 in Bled won Luijnenburg brons in de vier zonder stuurman. Op de Olympische Spelen in 1968 maakte Luijnenburg zijn olympisch debuut op het onderdeel twee zonder stuurman. Met een tijd van 6.58,70 moest hij samen zijn roeipartner Ruud Stokvis genoegen nemen met een zesde plaats.
Op de Olympische Spelen in 1972 nam Luijnenburg met Stokvis opnieuw deel aan de twee zonder stuurman. Ditmaal ging het het Nederlandse tweetal beter af. Via de eliminaties (7.26,80), de herkansing (7.38,51) en de halve finale (7.41,86) plaatste het Nederlandse duo ze zich voor de finale. Daar veroverden ze een bronzen medaille. Met een tijd van 6.58,70 eindigde ze achter de DDR (goud; 6.53,16) en Zwitserland (zilver; 6.57,06).
Luijnenburg was aangesloten bij de Amsterdamse studentenroeivereniging Nereus. In 1975 won hij met Harry Droog, lid van D.S.R. Proteus-Eretes, de Silver Goblets & Nickalls' Challenge Cup. Dit is een open Britse roeiwedstrijd voor onder andere twee zonder stuurman.

## Privéleven
Luijnenburg studeerde sociologie en werkte voor ABN AMRO. Hij overleed in 2023 op 78-jarige leeftijd.

## Palmares

### Roeien (twee zonder stuurman)
- 1968: 6e OS in Mexico-Stad - 6.58,70
- 1972:  OS in München - 7.15,51

### Roeien (vier zonder stuurman)
- 1966:  WK in Bled - 6.20,33

Roel Luijnenburg · 
Ruud Stokvis
Roel Luijnenburg · 
Ruud Stokvis